# NGC 7645
NGC 7645 é uma galáxia espiral barrada (SBc) localizada na direcção da constelação de Sculptor. Possui uma declinação de -29° 23' 17" e uma ascensão recta de 23 horas, 23 minutos e 47,4 segundos.
A galáxia NGC 7645 foi descoberta em 27 de Setembro de 1834 por John Herschel.